# Musiom

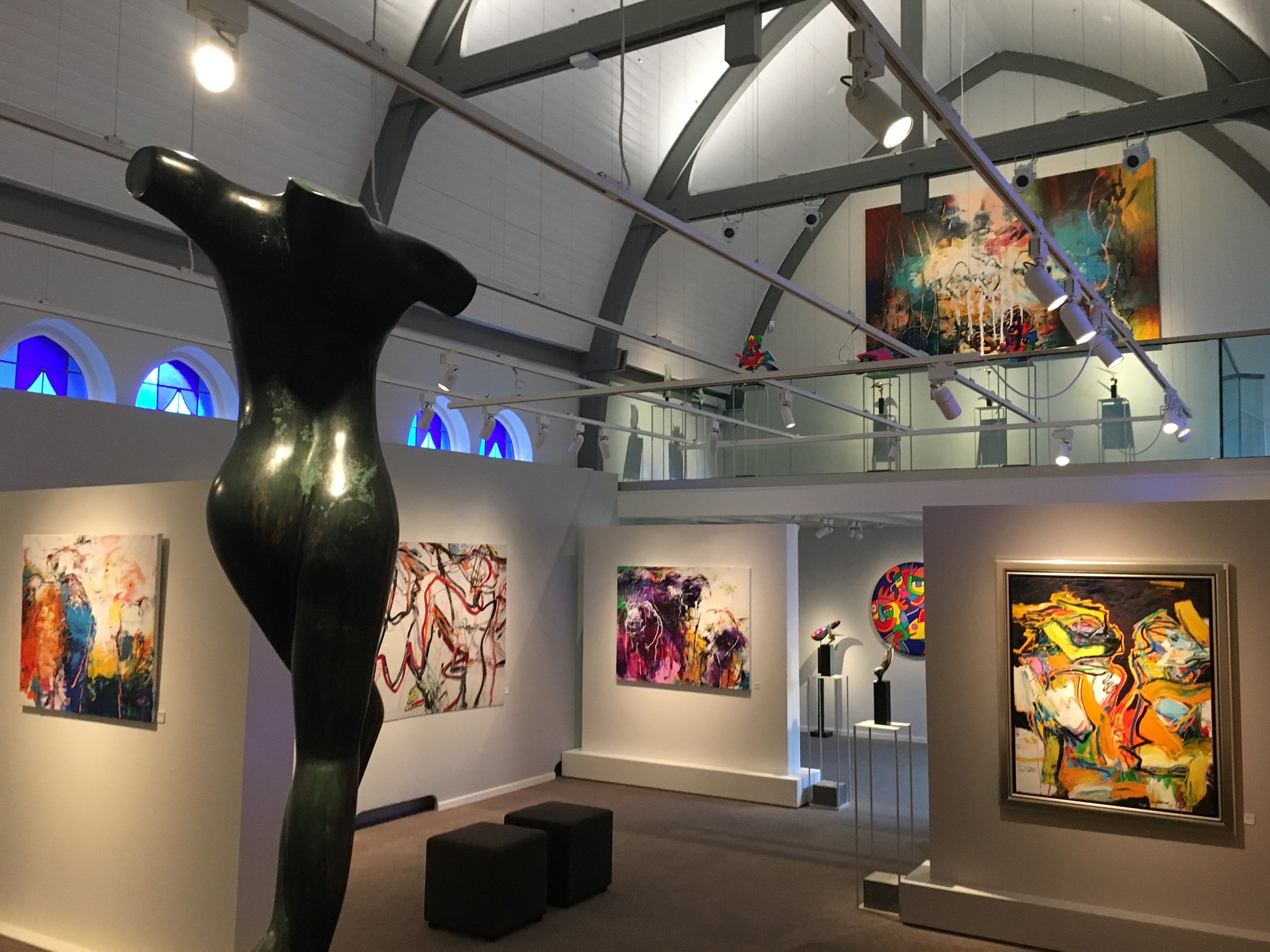
Expositieruimte

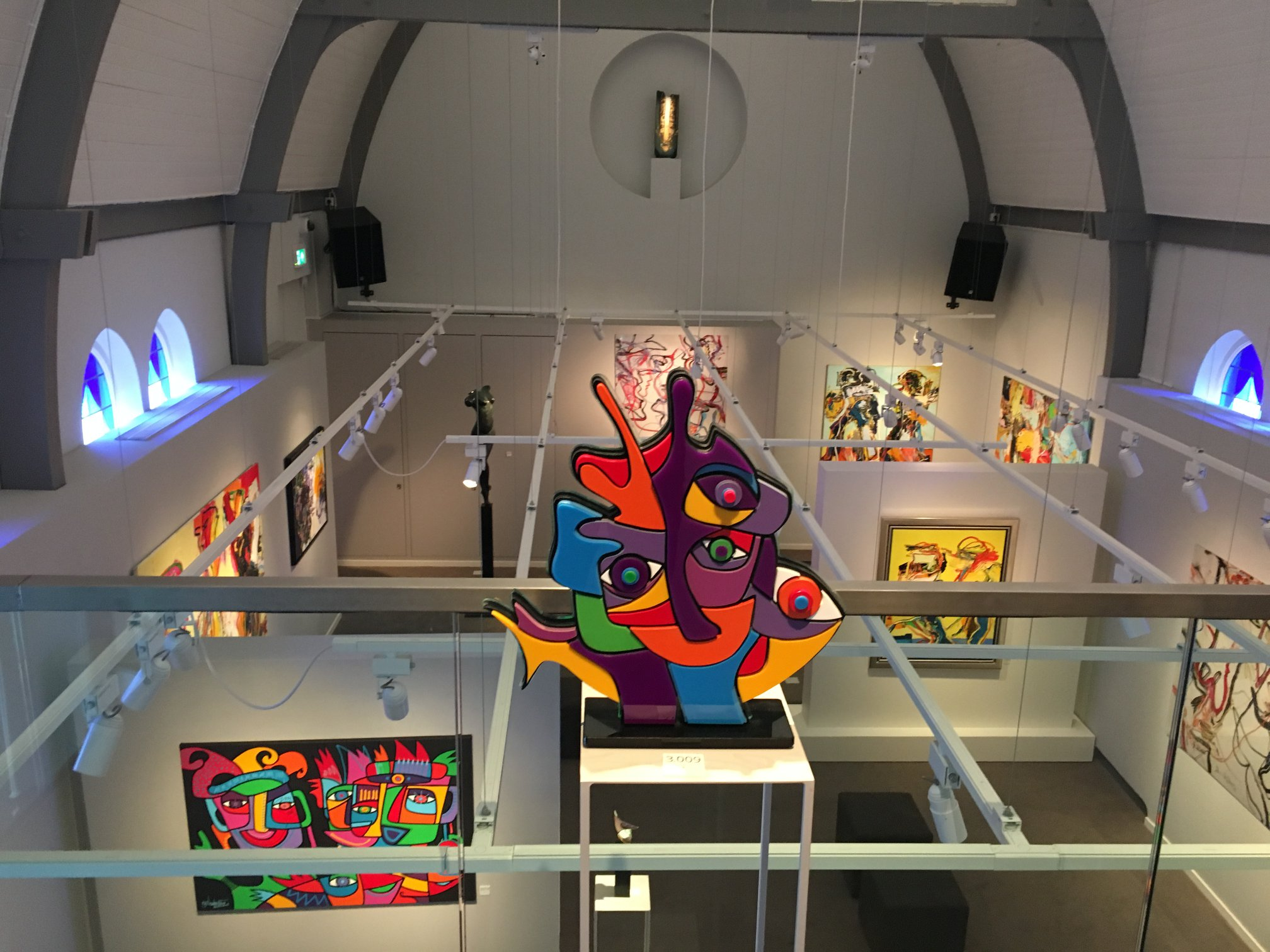
Expositieruimte van bovenaf

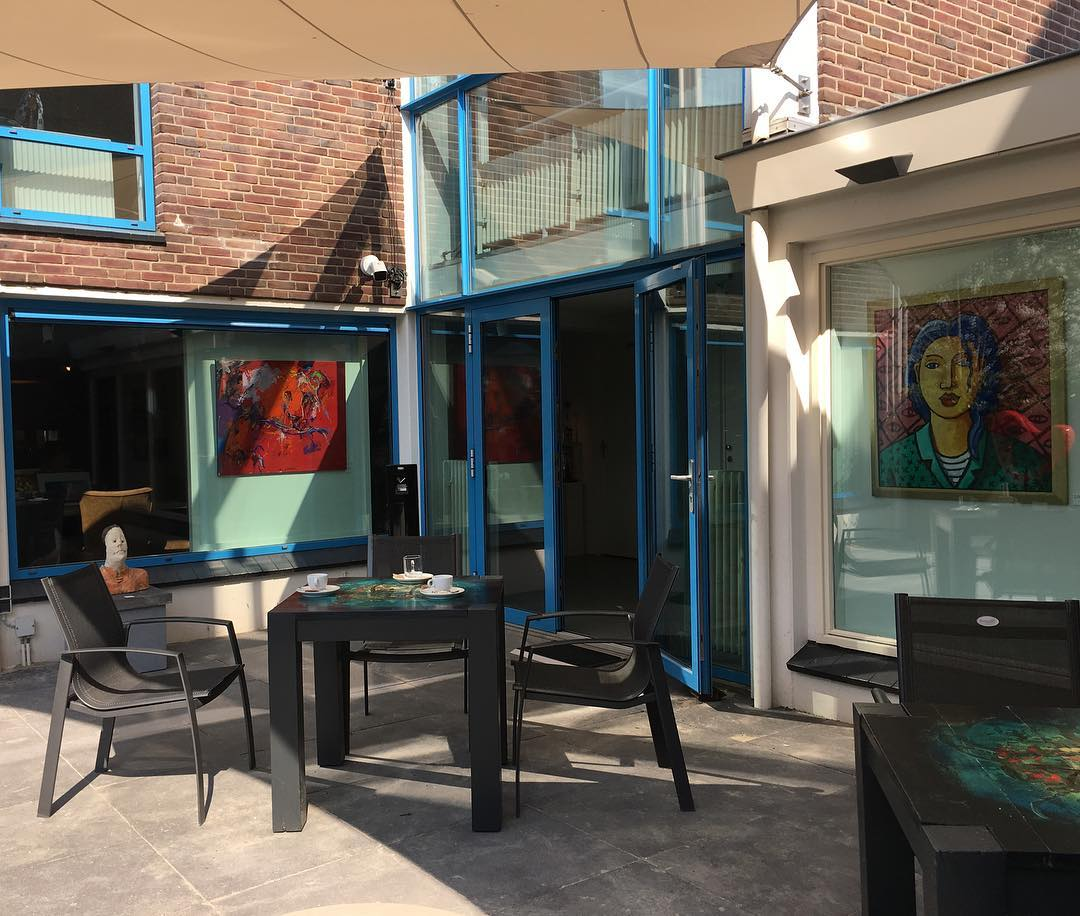
Terras bij Musiom

Musiom: huis voor hedendaagse kunst, is een Nederlands museum voor moderne en hedendaagse kunst in Amersfoort. Het museum toont kunst van Nederlandse kunstenaars die geboren zijn rond de jaren vijftig van de twintigste eeuw.
De naam van het museum is een oud-Latijnse vertaling van het Griekse mythologische verschijnsel van de negen muzen.

## Het museum

### Doelstelling
Stichting Musiom heeft als doelstelling om de kunst van Nederlandse kunstenaars die geboren zijn in de jaren '50 te verzamelen en te tonen. Met het tonen van deze kunst wil het museum deze groep kunstenaars op de kaart zetten en een gevarieerd beeld bieden met zowel tweedimensionale werken als driedimensionale werken en zowel abstracte als figuratieve kunst.

### Opening
Het museum is op 19 oktober 2018 geopend voor het publiek.

### Museumgebouw
Musiom is gevestigd in twee gebouwen. Het eerste gebouw stamt uit 1913 en betreft een doopsgezinde kerk aan de Frederik van Blankenheymstraat 38A. Het tweede gebouw betreft het bijbehorende verenigingsgebouw aan de Stadsring 137 uit 1964. Deze gebouwen zijn een beschermd stadsgezicht en maken onderdeel uit van de Amersfoortse historie. Alle twee de gebouwen zijn toegankelijk via de hoofdingang aan de Stadsring en zijn aan elkaar verbonden. Uit de kerk worden oorspronkelijk onderdelen gebruikt, zoals het doopbad, om kunst te exposeren. In de periode van maart tot en met oktober wordt het binnenplein ingericht als terras met een beeldentuin.

## Collectie

### Kunstenaars
Bij aanvang van Musiom was er in eerste instantie nog geen collectie aanwezig. De collectie is samengebracht door particuliere schenkingen en deelnemende kunstenaars (of hun erfgenamen). Voor de collectie is inmiddels een depot gebouwd waar de werken onder gecontroleerde omstandigheden worden opgeslagen.
De kunstenaars van wie werk is opgenomen in de collectie zijn sinds de jaren '80 nationaal en internationaal bekend. Van verschillende kunstenaars is werk te vinden in particuliere kunstcollecties in het buitenland. De kunstenaars waren aanvankelijk voornamelijk te zien op kunstbeurzen en galeries, maar nauwelijks in een museale omgeving. De meeste van deze kunstenaars zijn nog actief in de kunstwereld waardoor de nadruk ligt op het verkopen van recent werk.
Kenmerken van deze generatie kunstenaars:
- Rond de jaren '50 geboren en in de jaren '60 en '70 opgegroeid;
- Eind jaren '70 en begin jaren '80 begonnen met een artistieke loopbaan;
- In de jaren '80, '90 en in de 21ste eeuw is de kunst tot stand gekomen;
- Opkomst van kunstbeurzen en kunstgalerieën in Nederland meegemaakt.

Kunstenaars die zijn vertegenwoordigd in de collectie van Musiom zijn: Ad Arma, Albert Niemeyer, Anita Duijf, Arvee, Hans Janssen, Jacques Tange, Jan van Lokhorst, Joyce Bloem, Linda Verkaaik, Marianne Y. Naerebout, Meg den Hartog, Poen de Wijs, Richard Smeets, Ruurd Hallema, Saskia Pfaeltzer, Sjaak Smetsers, Sjer Jacobs, Theo Koster, Toos van Holstein, Geert Verstappen, Peter van Oostzanen, Willem van Oijen (jr.), Gerard te Wierik, Margot Homan en Hans van Horck.

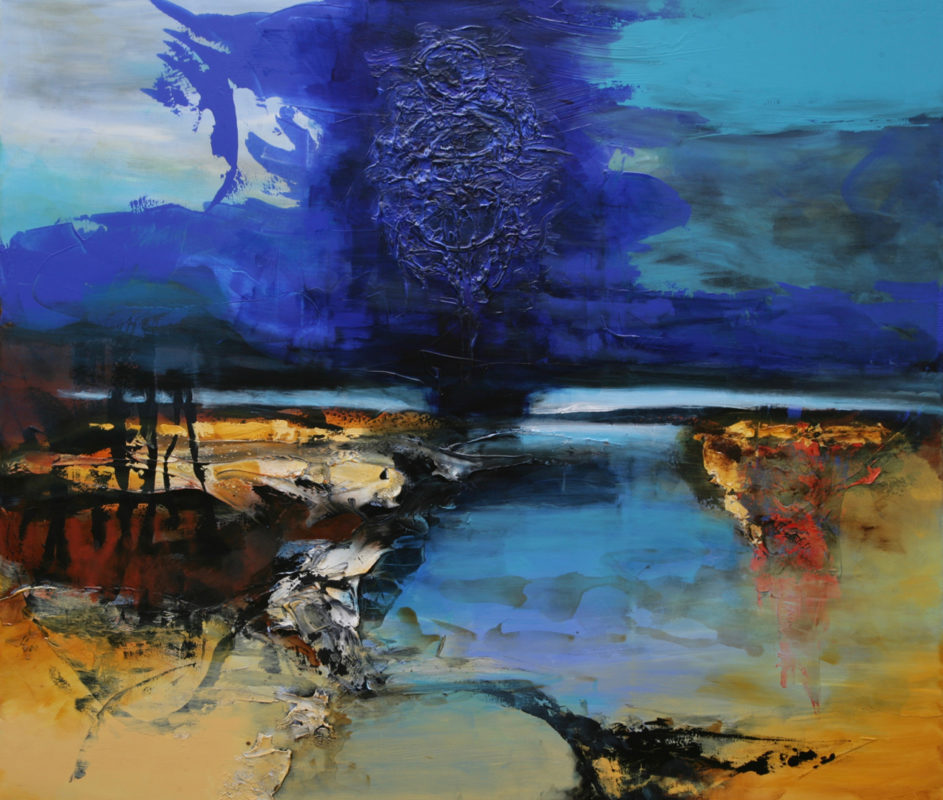
Cold Crossing van Hans van Horck
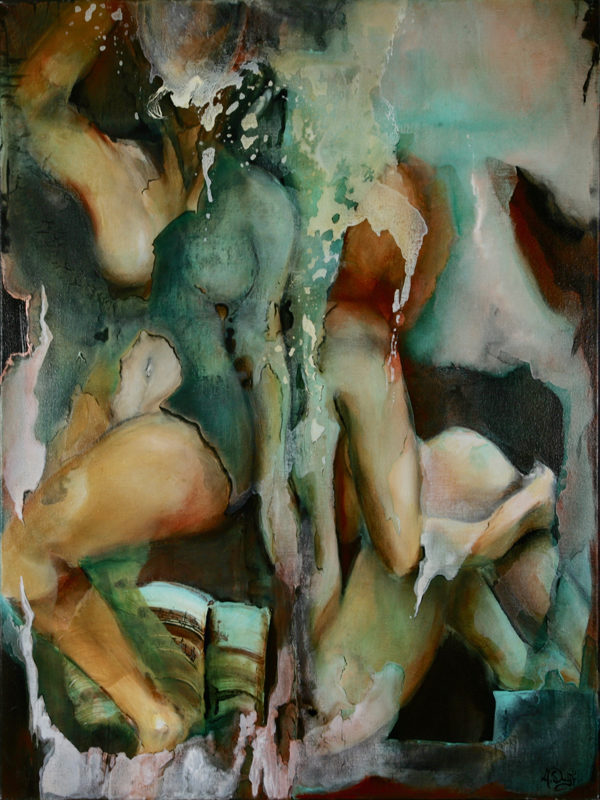
Wachtenden van Anita Duijf

## Exposities
Musiom toont een vaste expositie met kunstwerken uit de eigen collectie. Driemaal per jaar wordt er een thema-expositie georganiseerd. In deze thema-exposities worden verbanden gelegd tussen de kunstenaars. Deze tentoonstellingen bevatten zowel tweedimensionaal als driedimensionaal werk.